# Chapelle Saint-Jacques de Brech
Pour les articles homonymes, voir Chapelle Saint-Jacques.
La chapelle Saint-Jacques est située sur la route de Sainte-Anne-d’Auray, à la limite du bourg de Brech, dans le département français du Morbihan.

## Historique
L’édifice a été élevé  en 1464 sur les terres du seigneur Jehan Du Garo par Guillaume Le Guénec. Ce dernier aurait commis une exaction contre sa mère, pour laquelle il a été condamné. De retour d’un pèlerinage à Rome, avec la bénédiction de l’évêque de Vannes Yves de Pontsal (1450-1476), il fait construire la chapelle.
 L’inscription et le blason en façade comportent ses noms, auxquels vient s’ajouter celui d’Henry Cadoret, curé de Brec’h.
La chapelle fait l’objet d’une inscription au titre des monuments historiques depuis le 19 novembre 1946.
Plus bas, la fontaine et le lavoir complètent l’ensemble dont l’harmonie est dégradée par la départementale D19, créée au XIVe siècle et agrandie au XXe siècle. Jusqu’alors, il fallait traverser le pont Brec’h. Ce même pont qui a peut-être donné le nom à la commune, Brec’h voulant alors dire « pont » ; le doute est toutefois permis. Tout à côté, le chemin des demoiselles bleues, hommage rendu aux libellules d’une couleur si singulière qui parcourent le Loch, est un sentier prisé des randonneurs et remonte jusqu’au moulin de Treuroux.
Avec sa chapelle et sa fontaine, son grand presbytère, Brec’h était un relais mentionné en 1648 sur la carte des chemins de Saint-Jacques de Compostelle.
Le Tro Breiz, ou pèlerinage des Sept-Saints faisant le tour de la Bretagne, passait par cette antique voie.

## Architecture
Chapelle rectangulaire dont le pignon ouest est bâti en pierres appareillées, surmonté d’un clocheton carré, percé d’un portail à décoration flamboyante, avec blasons martelés. Au-dessus de la porte une inscription en caractères gothiques. Les fenêtres, en tiers point, à réseau flamboyant, ont été mutilées. Le chœur conserve deux piscines flamboyantes. Un banc de pierre intérieur court tout autour de la chapelle. 
La façade du monument est ornée de deux pilastres, en forme de prisme, encadrant la porte. On y trouve des feuilles de chou stylisées, quelques éléments gothiques, et au-dessus, le blason seigneurial supporté par deux angelots. Des transformations sont intervenues au XVIIe siècle, avec l’ajout du clocheton sur le pignon ouest, et certainement l’installation au nord, d’un retable du chevet éclairé par une fenêtre sans doute percée au XVIIIe siècle qui a contraint de murer la grande baie axiale.